# 回答樂團
回答樂團是一個南非饒舌銳舞團體，也是南非反文化運動Zef的發想者。主要團員為Ninja、尤蘭蒂·維瑟及DJ Hi-Tek，樂團以英語、南非語、科薩語及祖魯語等多種语言演唱。
回答樂團首張專輯《$O$》在2009年釋出，專輯的首支單曲《Enter the Ninja》及該曲的音樂影片使樂團大大的提升了知名度。另一首與美國知名音樂製作人迪波洛和南非饒舌歌手Wanga合作的單曲《Evil Boy》也相當成功。2010年，樂團與唱片公司Interscope Records簽約，且在科切拉音樂節舉辦他們的首場演唱會，但後來因為唱片公司與回答樂團意見相左，樂團因而離開唱片公司。2011年6月5日，樂團的其中一名DJ，同時也在開普敦當畫家，且患有早衰症的萊昂·博特因中風及肺栓塞過世，得年26歲。
2012年，樂團擔任台裔美籍設計師王大仁的副線品牌「T」的代言人。2012年10月16日，樂團上傳單曲《Fatty Boom Boom》的音樂影片，該影片因有諷刺美國流行歌手女神卡卡的意味，導致女神卡卡與她的支持者不滿，樂團與女神卡卡隔天在Twitter上互相留言攻擊。

## 風格及背景
回答樂團的主唱Ninja在樂團成軍之前就已經在南非嘻哈界活躍數年。成立樂團前，Ninja還待過The Original Evergreens、MaxNormal.TV、The Constructus Corporation等數個南非樂團。在滾石雜誌的專訪中，Ninja表示在加入回答樂團之前的經歷皆為試驗性質，只有成立回答樂團才是他最終的成果。樂團演唱的歌曲中的歌詞包含多種語言，除了英語、南非語、還有科薩語、祖魯語等多種南非方言。

## 歷史

### 首張專輯《$O$》
回答樂團創立於2008年，首張專輯《$O$》在2009年釋出並開放在樂團的官方網站免費下載。2009年樂團釋出了由南非錄影師Rob Malpage執導及掌鏡，收錄在《$O$》內的單曲《Enter the Ninja》的音樂影片，樂團其中一名患有早衰症的團員，在樂團擔任DJ，同時也在開普敦從事繪畫工作的萊昂·博特也有出現在MV中。影片原本置於樂團的網站中，因在影片上傳九個月後，累計點擊次數達到百萬人次，樂團因而將網站遷至美國的主機以控制住流量。而影片後又被上傳至YouTube，至今以超過千萬人次點擊。另一首單曲《Evil Boy》由美國音樂製作人Diplo製作，還與南非饒舌歌手Wanga合唱，Wanga以英語及科薩語演唱饒舌歌詞。歌曲的音樂影片在2010年10月11日上傳於YouTube，在2012年10月20日達到一千萬個點擊次數。

### 與Interscope簽約
因為前面幾部影片的成功，樂團開始與唱片公司Interscope Records簽約。2010年4月，樂團在科切拉音樂節於四萬人面前舉行他們首次的國際演唱會。之後樂團又為了宣傳《$O$》舉行了幾次國際性的演唱會。樂團也加入2011年的Big Day Out，與英國歌手M.I.A.到澳洲及紐西蘭等地表演。2010年底，《Enter the Ninja》的音樂影片贏得Myspace的「2010年最佳影片獎」。2011年6月5日，團員萊昂·博特因早衰症及肺栓塞引發的中風而過世，得年26歲。

### 離開Interscope與專輯《Ten$ion》
2011年11月，樂團因與唱片公司Interscope Records對於原本要發行的專輯《Fok Julle Naaiers》意見不合而離開唱片公司。Yo-Landi Vi$$er解釋，唱片公司希望樂團做出「大家都喜歡的歌曲」，但樂團想要做「自己想要做的歌曲」。樂團後來創立自己的獨立唱片公司－Zef Recordz，並在唱片公司旗下發表新專輯《Ten$Ion》。這張專輯除了發行於Zef Recordz，也與美國唱片公司Downtown Records合作發行，由該唱片公司將專輯行銷到世界各地，還與日本玩具公司Good Smile Company合作推出樂團的玩具。樂團也在2012年1月31日發行單曲《XP€N$IV $H1T》。2012年，回答樂團代言台裔美籍設計師王大仁的副線品牌「T」。
2012年，女神卡卡邀請樂團參加她在南非的演唱會，但樂團回絕了。2012年10月16日，樂團將單曲《Fatty Boom Boom》的音樂影片上傳至YouTube，影片中飾演女神卡卡的演員穿著女神卡卡的招牌服飾－生肉裝，並在南非生出一隻蝦子，還因為穿著生肉而被南非街上的獅子追殺。隔天女神卡卡在Twitter上反擊：「你們真的很古怪，但你們沒有我有名。至少我在南非的演唱會已經賣出幾萬張票了。」同日回答樂團也在Twitter上回應：「女神卡卡，妳雖然比我們有名，但我們還是比妳酷，而且我們不會生下蝦子。」

## 計畫
在與《Exclaim!》雜誌於2010年的專訪提到，樂團已經計畫好準備要釋出的五張專輯。樂團已經為歌曲（南非語指「你在看什麼」）與美國導演Harmony Korine合作拍攝短片。影片首次在西南偏南上播出，名為《Umshini Wam》。

## 作品

### 電影
- 2015年: 《CHAPPiE》 團員(尤蘭蒂、忍者)參與演出

### 專輯
- 2009年：《$O$》
- 2010年：《$O$》（修改版）
- 2012年：《Ten$Ion》
- 2014年：《Donker Mag》
- 2016年：《Mount Ninji and Da Nice Time Kid》

### 迷你專輯
- 2010年：《5》
- 2010年：《Ekstra》

### 單曲
- 2010年：《Enter the Ninja》
- 2010年：《Evil Boy》（feat. Wanga）
- 2011年：《Rich Bitch》
- 2012年：《Baby's on Fire》
- 2012年：《Fatty Boom Boom》
- 2012年：《XP€N$IV $H1T》

## 外部連結
- 官方网站
- 回答樂團在Allmusic上的頁面
- 回答樂團的Facebook專頁
- 回答樂團的MySpace主頁
- 回答樂團的X（前Twitter）